# What Christmas Means to Me
Pour les articles homonymes, voir What Christmas Means to Me (homonymie).
Singles de Stevie Wonder
If You Really Love Me
(1971) Superwoman (Where Were You When I Needed You)
(1972)
What Christmas Means to Me, parfois titrée That's What Christmas Means to Me, est une chanson de Noël écrite par Allen Story, Anna Gordy Gaye (en) et George Gordy (en), initialement interprétée par le chanteur américain Stevie Wonder en 1967 pour son album Someday at Christmas et sortie en single en 1971.
De nombreux artistes ont interprété cette chanson, celle-ci étant l'un des titres de Noël les plus repris du catalogue Motown. Selon les versions, elle devient disque d'or au Royaume-Uni et en Italie ainsi que disque de platine aux États-Unis.
La chanson réapparait régulièrement dans les classements nationaux durant la période des fêtes de fin d'année : cela permet à la version de Wonder de se classer en 95e position du classement des chansons de Noël les plus vendues de tous les temps, et à la version de John Legend (dans laquelle Wonder joue de l'harmonica) d'atteindre la 76e position de ce même classement.

## Version de Stevie Wonder

### Contexte
Le titre est initialement présent sur son album Someday at Christmas sortant le 27 novembre 1967.
Plusieurs années et plusieurs albums s'écoulent avant que ne sorte la version single, produite par Harvey Fuqua et Johnny Bristol (en), le 24 novembre 1971. En face B, le titre Bedtime For Toys de Orlando Murden et Ron Miller est produit par Henry Cosby et est lui aussi issu du même album.
Cette sortie, plus de quatre ans après Someday at Christmas et quelque peu perdue entre ses autres albums et succès, le fait qualifié d'obscur single par Mark Ribowsky dans son ouvrage Signed, Sealed, and Delivered.

### Formats
| What Christmas Means to Me - 45 tours - Tamla Records - réf. T 54214F | What Christmas Means to Me - 45 tours - Tamla Records - réf. T 54214F | What Christmas Means to Me - 45 tours - Tamla Records - réf. T 54214F | What Christmas Means to Me - 45 tours - Tamla Records - réf. T 54214F | What Christmas Means to Me - 45 tours - Tamla Records - réf. T 54214F | What Christmas Means to Me - 45 tours - Tamla Records - réf. T 54214F | What Christmas Means to Me - 45 tours - Tamla Records - réf. T 54214F | What Christmas Means to Me - 45 tours - Tamla Records - réf. T 54214F | What Christmas Means to Me - 45 tours - Tamla Records - réf. T 54214F | What Christmas Means to Me - 45 tours - Tamla Records - réf. T 54214F |
| No                                                                    | Titre                                                                 | Auteur                                                                | Durée                                                                 |                                                                       |                                                                       |                                                                       |                                                                       |                                                                       |                                                                       |
| --------------------------------------------------------------------- | --------------------------------------------------------------------- | --------------------------------------------------------------------- | --------------------------------------------------------------------- | --------------------------------------------------------------------- | --------------------------------------------------------------------- | --------------------------------------------------------------------- | --------------------------------------------------------------------- | --------------------------------------------------------------------- | --------------------------------------------------------------------- |
| 1.                                                                    | What Christmas Means to Me                                            | Allen Story, Anna Gordy Gaye (en), George Gordy (en)                  | 2:30                                                                  |                                                                       |                                                                       |                                                                       |                                                                       |                                                                       |                                                                       |
| 2.                                                                    | Bedtime For Toys                                                      | Orlando Murden, Ron Miller                                            | 3:28                                                                  |                                                                       |                                                                       |                                                                       |                                                                       |                                                                       |                                                                       |
| 5:58                                                                  |                                                                       |                                                                       |                                                                       |                                                                       |                                                                       |                                                                       |                                                                       |                                                                       |                                                                       |

### Classements
| Classement (1967-2024)                             | Meilleure position |
| -------------------------------------------------- | ------------------ |
| États-Unis (Billboard Global 200)                  | 89                 |
| États-Unis (Billboard Global Excl. US)             | 144                |
| États-Unis (Billboard Holiday 100)                 | 42                 |
| États-Unis (Billboard Holiday Streaming Songs)     | 43                 |
| États-Unis (Billboard Holiday Digital Songs Sales) | 13                 |
| États-Unis (Billboard Digital Songs Sales)         | 40                 |
| États-Unis (Billboard R&B/Hip-Hop Streaming Songs) | 16                 |
| États-Unis (Billboard R&B Streaming Songs)         | 12                 |
| États-Unis (Billboard R&B Digital Songs Sales)     | 3                  |
| Royaume-Uni (Official Charts - UK Singles)         | 57                 |
| Pays-Bas (Single Top 100)                          | 54                 |
| Australie (ARIA)                                   | 45                 |
| Irlande (IRMA)                                     | 73                 |
| Portugal (AFP)                                     | 169                |
| France (SNEP)                                      | 84                 |
| Lituanie (AGATA)                                   | 89                 |
| Suisse (Schweizer Hitparade)                       | 72                 |

La chanson réapparait régulièrement dans les classements nationaux durant la période de fêtes de fin d'année, comme au Royaume-Uni ou en Suisse.
| Classement Royaume-Uni | Meilleure position |
| ---------------------- | ------------------ |
| 2021                   | 97                 |
| 2022                   | 93                 |
| 2023                   | 72                 |
| 2024                   | 57                 |

| Classement Suisse | Meilleure position |
| ----------------- | ------------------ |
| 2022              | 76                 |
| 2023              | 72                 |

Dans le classement général des chansons de Noël les plus vendues de tous les temps, la version de Stevie Wonder atteint la 95e position.

### Certification
| Pays        | Certification | Ventes   | Date             |
| ----------- | ------------- | -------- | ---------------- |
| Royaume-Uni | Or            | +400.000 | 22 décembre 2023 |

## Version de John Legend
En 2018, John Legend enregistre une version en duo avec Stevie Wonder pour son album A Legendary Christmas (en), produit par Raphael Saadiq chez Columbia Records.
La même année, une autre version live est enregistrée pour l'album The Sound of Christmas - Live and Exclusive at the BBC, intitulée That's What Christmas Means to Me.

### Crédits
- John Legend : chant[17]
- Stevie Wonder : harmonica
- Dylan Wiggins : piano
- Brandon Chapman : guitare
- Lawrence Shaw : guitare basse
- Iajhi Hampden : batterie
- Roland Gajate Garcia : percussions
- Jamelle Adisa : trompette
- Scott Mayo : saxophone ténor
- Jacob Scesney : saxophone baryton
- Lemar Guillary : trombone
- Lavance Colley, Sy Smith, Briana Lee : chœurs

### Classements
| Classement (2018)                                     | Meilleure position |
| ----------------------------------------------------- | ------------------ |
| États-Unis (Billboard Hot 100)                        | 101                |
| États-Unis (Billboard Hot R&B/Hip-Hop Songs)          | 49                 |
| États-Unis (Billboard Hot R&B Songs)                  | 7                  |
| États-Unis (Billboard Global 200)                     | 91                 |
| États-Unis (Billboard Holiday 100)                    | 34                 |
| États-Unis (Billboard Holiday Streaming Songs)        | 26                 |
| États-Unis (Billboard Holiday Digital Songs Sales)    | 12                 |
| États-Unis (Billboard R&B/Hip-Hop Streaming Songs)    | 9                  |
| États-Unis (Billboard R&B Streaming Songs)            | 8                  |
| États-Unis (Billboard R&B Digital Songs Sales)        | 14                 |
| États-Unis (Billboard Streaming Songs)                | 32                 |
| États-Unis (Billboard Christian Airplay)              | 46                 |
| États-Unis (Billboard Bubbling Under Hot 100 Singles) | 1                  |
| Pays-Bas (Single Top 100)                             | 64                 |
| Canada (Billboard Canada AC)                          | 7                  |
| Italie (FIMI)                                         | 97                 |

Dans le classement général des chansons de Noël les plus vendues de tous les temps, la reprise de John Legend atteint la 76e position.

### Certification
| Pays       | Certification | Ventes     | Date         |
| ---------- | ------------- | ---------- | ------------ |
| États-Unis | Platine       | +1.000.000 | 22 mars 2022 |

## Version de Pentatonix
En 2018, le groupe américain de musique a capella Pentatonix enregistre une version pour son album Christmas Is Here! (en) qui sort le 26 octobre 2018 chez RCA.
Le clip vidéo du single est diffusé via Youtube le 14 décembre 2018.

### Classements
| Classement (2018)                                  | Meilleure position |
| -------------------------------------------------- | ------------------ |
| Canada (Billboard Canada AC)                       | 39                 |
| Canada (Billboard Canada Hot AC)                   | 50                 |
| États-Unis (Billboard Holiday Digital Songs Sales) | 26                 |
| États-Unis (Billboard Adult Contemporary)          | 6                  |

## Version de Cher
En 2023, Cher sort son premier album de Noël intitulé Christmas (en) qui contient une reprise de What Christmas Means to Me à laquelle participe Stevie Wonder.
Lors d'une interview pour le New York Times, elle déclare : “j'ai enregistré ma version et lui ai envoyée [...] Il s'est proposé pour m'accompagner à l'harmonica". Chez Vogue, elle indique également l'avoir contacté, en lui disant qu'elle ne savait pas comment interpréter certains passages et souhaitant son avis.
Matthew Trzcinski du magazine musical en ligne Showbiz Cheat Sheet qualifie la reprise de "collaboration adorable entre deux icônes", bien que n'ayant pas percé dans le Hot 100.

### Classements
| Classement (2023)                                   | Meilleure position |
| --------------------------------------------------- | ------------------ |
| Canada (Billboard Canada AC)                        | 4                  |
| Irlande (IRMA)                                      | 94                 |
| Nouvelle-Zélande (Official New Zealand Music Chart) | 21                 |
| Royaume-Uni (Official Charts - UK Singles)          | 95                 |
| Suède (Sverigetopplistan)                           | 57                 |

## Autres reprises
Informations issues de SecondHandSongs, sauf mention contraire.

### Reprises classées
- Jessica Simpson sur ReJoyce: The Christmas Album (2004) : #8 au Billboard Adult Contemporary[33],
- Cee Lo Green sur Cee Lo's Magic Moment (en) (2012) : #37 au Billboard Hot R&B/Hip-Hop Songs, #115 au Billboard Hot 100[34], Tip #42 en Belgique néerlandophone[35],
- Gaia en single (2021) et sur Alma (it) : #6 en Italie[36], où il est certifié  Or[37],
- Joss Stone sur Merry Christmas, Love (en) (2022), #9 à Taiwan[38]

### Autres (sélection)
- Paul Young sur A Very Special Christmas 2 (en) (1992)
- Hanson sur Snowed In (en) (1999)
- Mary-Kate et Ashley Olsen sur Cool Yule: A Christmas Party With Friends[39] (1999)
- En Vogue sur The Gift of Christmas (en) (2002)
- Natalie Grant sur Believe[40] (2005)
- Darlene Love sur It's Christmas, Of Course (2007)
- Mandisa sur Christmas Joy[41] (2007) et sur It's Christmas (en) (2008)
- Overboard (en) sur Tidings (2008)
- Rahsaan Patterson (en) sur The Ultimate Gift (2008)
- Michael McDonald sur This Christmas (2009)
- Trijntje Oosterhuis sur This Is The Season (2010)
- The Empty Pockets (en) sur A Holiday Staycation (2012)
- Fantasia Barrino sur la bande originale (en) du film Le Mariage de l'année, 10 ans après (2013)[42]
- Boyzone sur Dublin to Detroit (en) (2014)
- Train sur Christmas in Tahoe (en) (2015)
- The Mrs (en), en single (2015)
- Straight No Chaser (en) sur I'll Have Another... Christmas Album (en) (2016)
- Mitch Ryder sur Christmas (Take a Ride) (2018)
- Axelle Red sur The Christmas Album (2022)[43]
- The Tenors sur Christmas with The Tenors (2023)
- Hannah Waddingham sur Hannah Waddingham: Home For Christmas (2023)

## Utilisation dans les médias
Sauf indication contraire, les informations mentionnées dans cette section peuvent être confirmées par la base de données cinématographiques IMDb,  présente dans la section « Liens externes ».
What Christmas Means to Me est utilisée dans plusieurs téléfilms de Noël (Les Petits Miracles de Noël, Cinq Cartes de vœux pour Noël, L'Héritage de Noël), mais également dans
- Piège Fatal de John Frankenheimer (2000)
- Elfe de Jon Favreau (2003)
- La série Hotel Babylon (2007)
- Le Mariage de l'année, 10 ans après de Malcolm D. Lee (2013)
- Genie (en) de Sam Boyd (2023)